# Sokrat Dżindżolia
Sokrat Raczewicz Dżindżolia (ros. Сократ Рачевич Джинджолия; abch. Сократ Аџьынџьал Sokrat Adżindżal; gruz. სოკრატ ჯინჯოლია; ur. 11 grudnia 1937 w Agubedii) – abchaski dziennikarz, działacz partyjny i polityk, drugi premier nieuznawanej na arenie międzynarodowej Republiki Abchazji od 1993 do 1994 roku, minister spraw zagranicznych w latach 1993–1994, przewodniczący parlamentu w latach 1996–2002.
Od 1956 do 1959 służył w radzieckim wojsku. Ukończył studia z zakresu filologii rosyjskiej na Instytucie Pedagogicznym w Suchumi. Pracował następnie w elektrowni w Tkwarczeli, gdzie został także szefem rady miejskiej w 1967. Od 1985 do 1988 kierował działem propagandy partyjnej w Tkwarczeli, a następnie do 1992 był redaktorem naczelnym Tkwarczelskiego górnika.
W 1991 po raz pierwszy wybrany do abchaskiego parlamentu, w 1992 został zastępcą szefa sił zbrojnych. Od 1993 do 1994 pełnił funkcję szefa Rady Ministrów i ministra spraw zagranicznych (w listopadzie 1994 zlikwidowano pierwsze ze stanowisk). W 1993 szefował abchaskiej delegacji na konferencję pokojową w Genewie, która poskutkowała zawieszeniem broni w maju 1994. Od 1996 do 2002 roku kierował pracami parlamentu, w 2002 niespodziewanie nie uzyskując reelekcji. W 2004 kierował sztabem wyborczym kandydata na prezydenta Siergieja Bagapsza. Został następnie dyrektorem oddziału Kaukaskiego Instytutu Demokracji w Suchumi. W 2007 został członkiem ciała doradczego przy prezydencie.
Żonaty, ma dwoje dzieci.